# Chiesa di Santo Stefano (San Cataldo)
La chiesa di Santo Stefano è un edificio religioso situato nella città di San Cataldo, aperto al culto nel 1725, costruito grazie alle donazioni elargite da Francesco Amico.

## Descrizione
All'interno si conservano alcuni dipinti di autori locali: un Cuore di Gesù, opera di Carmelo Riggi, un San Filippo Neri, opera di Michele Butera e una Madonna che intercede presso la Trinità per le anime del purgatorio, opera di Raimondo Butera.
Nel 1845 Rosario Pirrelli fece costruire nella chiesa di Santo Stefano una cappella, dove conservò un Crocifisso che prese il nome di Crocifisso dei Pirrelli.